# Insurrezione di gennaio

Stemma della rivolta di Gennaio, che rispecchia le tre nazioni che formavano la Confederazione Polacco-Lituana: l'Aquila Bianca (Polonia), Pogonia (Polonia, Lituania) e l'Arcangelo Michele (Polonia, Rutenia).

Bandiera polacca utilizzata durante la rivolta di gennaio

L'insurrezione di gennaio (in polacco powstanie styczniowe; in lituano 1863 m. sukilimas; in bielorusso Паўстанне 1863-1864 гадоў?, Paŭstanne 1863-1864 hadoŭ; in ucraino Польське повстання?, Pol's'ke povstannja) fu la più lunga rivolta polacca contro l'Impero russo: ebbe inizio il 22 gennaio 1863 e gli ultimi insorti furono catturati nel 1864. Iniziò come protesta spontanea da parte dei giovani polacchi contro la coscrizione all'interno dell'esercito russo; a loro si unirono subito diversi politici polacchi e alti ufficiali dell'esercito zarista. Gli insorti, in numero molto inferiore ai russi e privi del sostegno estero, furono obbligati a tattiche di guerriglia; essi non riuscirono ad ottenere nessuna grande vittoria e durante la campagna non fu tolta ai russi alcuna città o fortezza nella Polonia occupata. L'insurrezione ebbe tuttavia successo nel vanificare gli effetti dell'abolizione della schiavitù effettuata dallo zar, che aveva pensato così di conquistare l'appoggio dei contadini emancipandoli e mettendoli contro il resto della nazione polacca. Dopo la rivolta, vennero effettuati diversi atti di repressione contro i polacchi, come esecuzioni pubbliche o deportazioni in Siberia, che ebbero l'effetto di indurre i polacchi ad abbandonare la lotta armata e ad attestarsi invece su una linea di "lavoro organico" — il miglioramento economico e culturale.

## Storia
Dopo una serie di rivolte patriottiche, il namestnik dello zar Alessandro II di Russia, il generale Karl Lambert, introdusse, il 14 ottobre 1861, la legge marziale in Polonia. L'insurrezione scoppiò quando il Partito Rivoluzionario non ebbe mezzi sufficienti per armare ed equipaggiare le bande di giovani uomini che si nascondevano nelle foreste per scappare all'ordine di coscrizione di Aleksander Wielopolski nell'Esercito Russo, in un momento in cui in Europa regnava la pace quasi ovunque. Circa 10 000 uomini si radunarono intorno al proclamatore della rivoluzione, sebbene ci fossero anche un gran numero di giovani della szlachta più povera e alcuni sacerdoti di estrazione più umile.
Nel 1862 lo stesso Alessandro II decise di nominare suo fratello, il granduca Costantino come Viceré o Namestnik, ed effettivamente il suo governo fu relativamente liberale ma non riuscì ad accontentare le pretese della parte più politicizzata dell'opposizione.
Per confrontarsi con le bande male armate che continuavano ad esistere, il governo aveva a disposizione un esercito di 90 000 uomini ben equipaggiato ed al comando del generale Ramsay in Polonia, 60 000 in Lituania e 45 000 in Volinia. In un primo momento sembrò che la ribellione potesse essere velocemente sedata, pertanto il governo provvisorio affrontò la rivolta con grande impegno. Emise un manifesto in cui dichiarava «tutti i figli della Polonia cittadini liberi e uguali senza distinzione di credo, condizione e grado». Dichiarò che le terre coltivate dai contadini, se sulla base di affitto o servizio, sarebbero divenute di loro proprietà e lo Stato avrebbe risarcito i proprietari terrieri con le proprie finanze. Il governo rivoluzionario fece del suo meglio per fornire al suo esercito gli armamenti e scoppiarono le guerriglie che, nel mese di febbraio, portarono russi e polacchi a scontrarsi in otto battaglie sanguinose. Nel frattempo il governo rivoluzionario emise un appello alle nazioni dell'Europa occidentale, che fu ricevuto ovunque con risposte genuine e affettuose, dalla Norvegia al Portogallo. Papa Pio IX ordinò una preghiera speciale per il successo dei polacchi cattolici contro i russi ortodossi e fu molto attivo nel suscitare le simpatie per i ribelli polacchi.

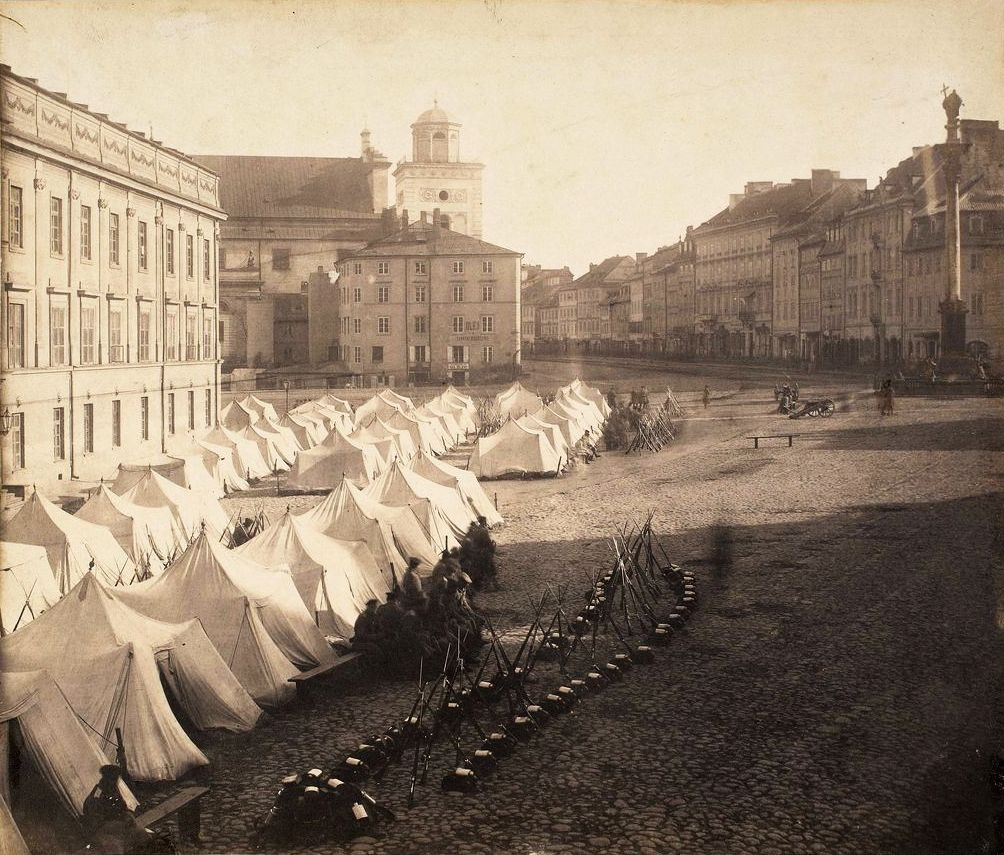
L'esercito russo a Varsavia durante la legge marziale del 1861.

Il governo provvisorio contò su uno scoppio rivoluzionario in Russia, dove lo scontento per il regime autocratico sembrava essere prevalente. Contò anche sul sostegno attivo di Napoleone III, particolarmente dopo che la Prussia, prevedendo un conflitto armato inevitabile con la Francia, aveva aperto amichevolmente alla Russia e le aveva offerto assistenza nella soppressione della rivolta polacca. Il 14 febbraio gli accordi erano già stati completati e l'ambasciatore britannico a Berlino informò il suo governo che un inviato militare prussiano «...aveva concluso una convenzione militare con il governo russo, secondo la quale i due governi avrebbero affrontato insieme le difficoltà nella soppressione dei movimenti rivoluzionari, che avevano luogo in Polonia. 
Le ferrovie prussiane si erano anche messe a disposizione delle autorità militari russe per il trasporto delle truppe attraverso il territorio prussiano da una parte all'altra del Regno di Polonia». Questo passo di Bismarck portò a proteste da parte di diversi governi e infiammò la nazione polacca. Il risultato fu la trasformazione da rivolta insignificante a guerra nazionale contro la Russia. Incoraggiata dalle promesse di Napoleone III, l'intera nazione, agendo su consiglio di Władysław Czartoryski, figlio del principe Adam Czartoryski, imbracciò le armi. Evidenziando la propria solidarietà alla nazione, tutti i polacchi detentori di cariche nel governo russo, incluso l'arcivescovo di Varsavia, si dimisero e si sottomisero al nuovo governo polacco, che fu composto dai cinque rappresentanti più significativi dei Bianchi.

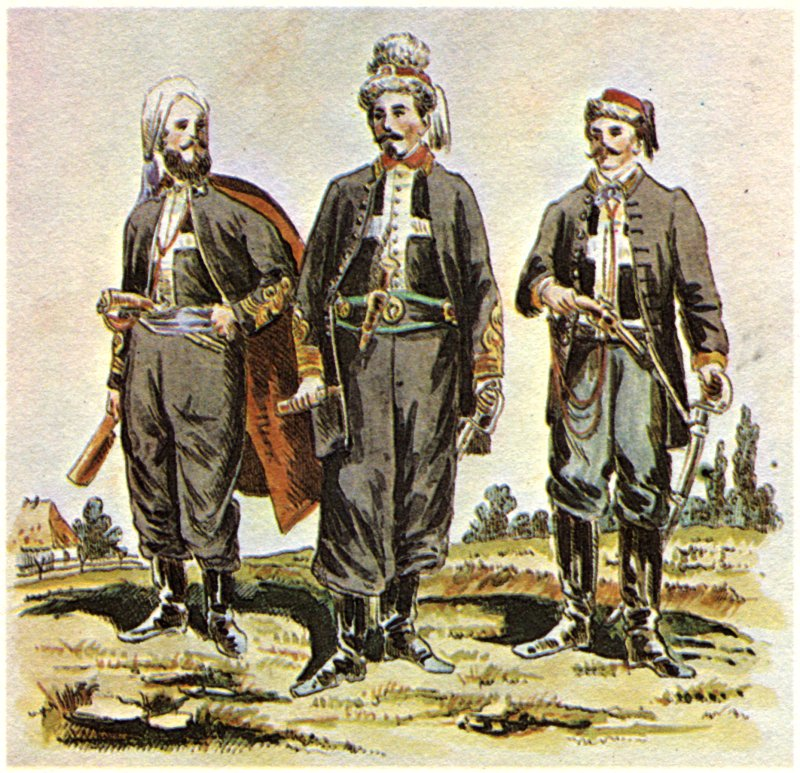
Zuavi della Morte (żuawi śmierci), unità di rivolta del 1863 organizzata da François Rochebrune. Disegno (pubblicato nel 1909 di K. Sariusz-Wolski, tratto da una fotografia. Da sinistra: il conte Wojciech Komorowski, il colonnello Rochebrune, tenente Bella

Questa trasformazione dell'insurrezione in guerra cambiò l'intero aspetto della situazione. Fu organizzato un esercito di 30 000 uomini e furono attuate nuove coscrizioni. I più ricchi delle città offrirono grandi somme di denaro alla causa della rivolta. La nobiltà della Galizia e del Granducato di Poznań sostennero la guerra con denaro, rifornimenti e uomini. Il Granducato di Lituania insorse sotto il comando di Konstanty Kalinowski e subito la fiamma della guerra scoppiò in Samogizia, Livonia, Bielorussia, Volinia, Podolia e in alcune regioni dell'Ucraina.
L'intervento diplomatico delle potenze a favore della Polonia, non sostenuto, eccetto nel caso della Svezia, da una determinazione reale in difesa della nazione, fece più male che bene. Alienò l'Austria, che fino a quel momento aveva mantenuto una neutralità amichevole nei confronti della Polonia e non aveva interferito con le attività polacche in Galizia; pregiudicò l'opinione pubblica tra i gruppi radicali che, fino a quel momento, erano stati amichevoli perché guardavano alla rivolta come evento sociale più che nazionale e spinse il governo russo a sforzi più energici nella soppressione delle ostilità che crescevano in forza e determinazione.
Oltre ai duemila che perirono in battaglia, 128 uomini furono impiccati personalmente da parte di Murav'ëv-Vilenskij e 9 423 uomini e donne furono esiliati in Siberia (2 500 uomini secondo i dati ribassati della Russia, ma Norman Davies fornisce il numero di 80 000, sottolineando che fu la maggiore deportazione della storia russa). Interi villaggi e città furono dati alle fiamme; tutte le attività furono sospese e la szlachta fu rovinata con la confisca e con tasse esorbitanti. Tali furono le brutalità commesse dalle truppe russe, che le loro azioni furono condannate in tutta Europa e anche nella stessa Russia Murav'ëv fu ostracizzato. Il conte Friedrich Wilhelm von Berg, il neo-creato Namestnik di Polonia, seguì le impronte di Murav'ëv, impiegando misure disumane contro la nazione. I Rossi criticarono il governo conservatore per la sua politica reazionaria in relazione ai contadini, ma, deluso nelle sue speranze da Napoleone III, il governo contò sul sostegno francese e persistette nelle sue tattiche. Fu solo dopo che il rispettato e saggio Romuald Traugutt scese in campo, che la situazione divenne meno violenta.

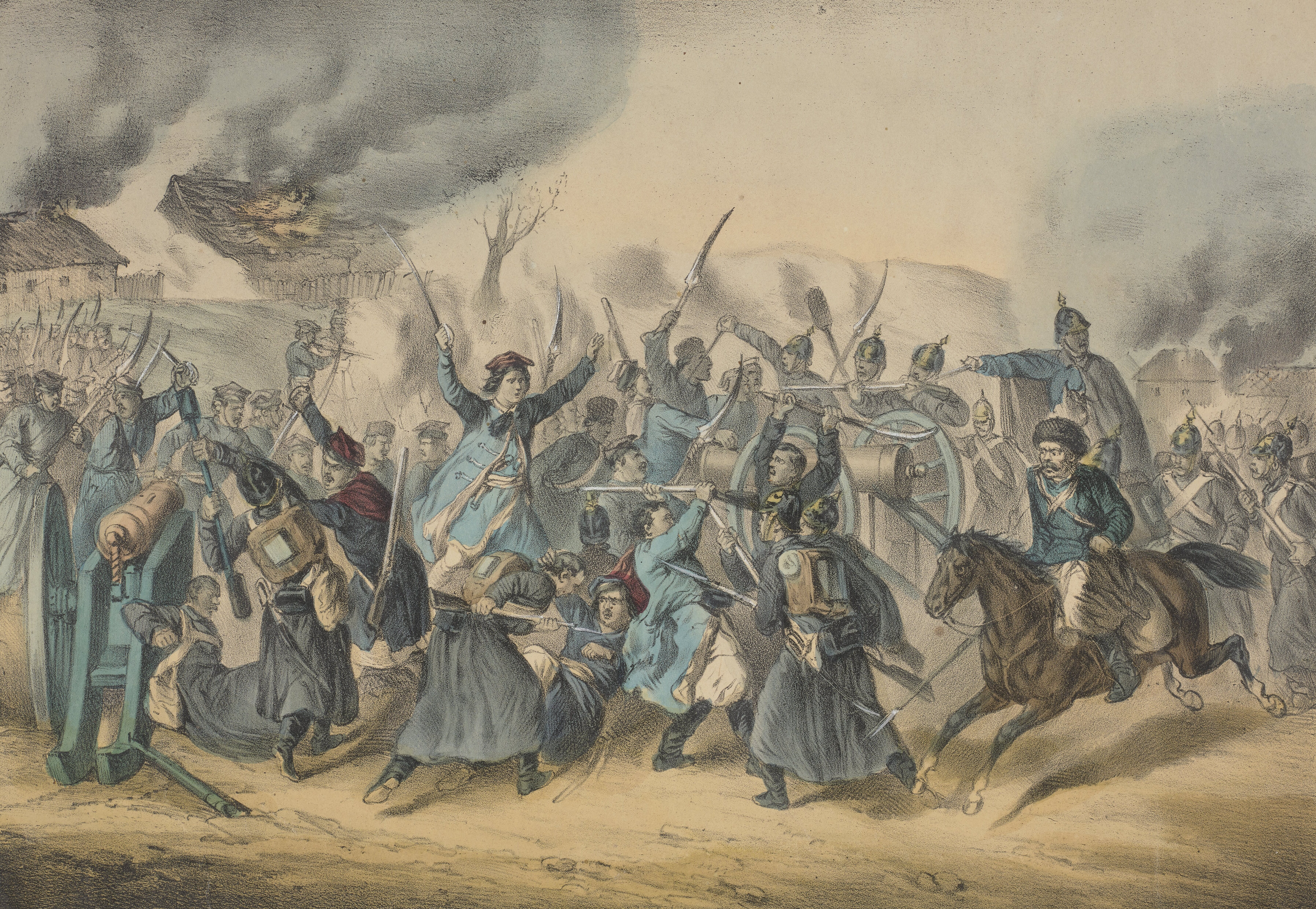
Battaglia di Węgrów, 1863

Si rifece alla politica del primo governo provvisorio e cercò di portare alla partecipazione attiva le masse popolari, e soprattutto i contadini, garantendo loro le terre che coltivavano e chiedendo a tutte le classi sociali di insorgere. La risposta fu generosa ma non universale, in quanto questa saggia politica fu adottata troppo tardi. Il governo russo aveva già lavorato tra le masse contadine nella maniera sopra descritta e concedendo loro parte delle terre che chiedevano. I combattimenti continuarono in maniera intermittente per diversi mesi. Tra i generali, il conte Józef Hauke-Bosak si distinse principalmente come comandante delle forze rivoluzionarie e strappò diverse città all'esercito russo, superiore numericamente. Quando Romuald Traugutt e quattro altri membri del governo polacco furono catturati dalle truppe russe e giustiziati nella cittadella di Varsavia, la guerra, nel corso della quale furono combattute 650 battaglie e morirono 25 000 polacchi, giunse a una rapida conclusione nell'ultima parte del 1864, dopo essere durata diciotto mesi. È interessante notare che la guerra proseguisse in Samogizia e Podlachia, dove la popolazione greco-cattolica, perseguitata per la fede religiosa, si oppose alla fine della rivoluzione.
La rivolta fu infine repressa dalla Russia nel 1864.

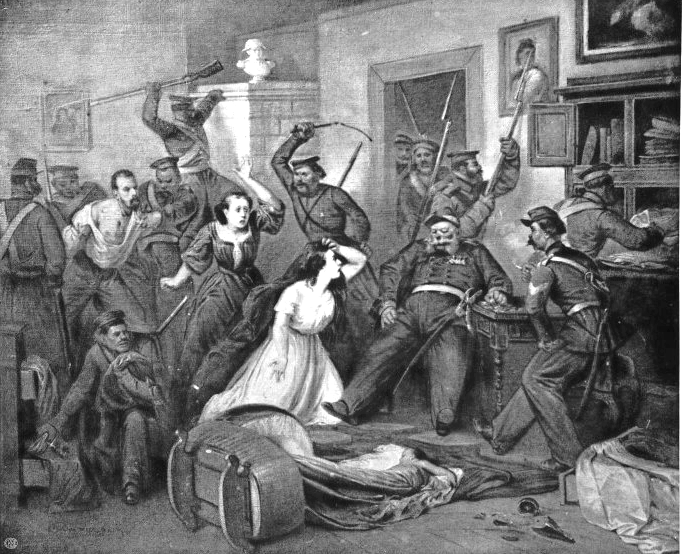
Soldati russi che depredano una residenza polacca

Nonostante il fallimento dell'insurrezione, le seguirono aspre repressioni. Secondo l'informazione ufficiale russa, furono giustiziate 396 persone e 18 672 furono esiliate in Siberia. Un gran numero di uomini e donne fu inviato all'interno della Russia e nel Caucaso, negli Urali o in altre parti. In totale, circa 70 000 persone furono imprigionate e in seguito condotte al di fuori della Polonia verso le regioni remote della Russia. Il governo confiscò 1 660 tenute in Polonia e 1 794 in Lituania, e fu imposta una tassa del 10% sulle rendite come indennità di guerra. Solo nel 1869 questa tassa fu ridotta al 5% delle rendite. Oltre le terre concesse ai contadini, il governo russo consegnò loro ulteriori foreste, pascoli e altri privilegi (conosciuti come servitù), che fecero sorgere malcontenti e irritazione tra proprietari terrieri e braccianti e apportarono serie difficoltà allo sviluppo economico. Il governo tolse alla chiesa le tenute e i campi, abolì monasteri e conventi. Con l'eccezione dell'istruzione religiosa, tutte le altre materie scolastiche dovettero essere insegnate in russo. Il russo divenne anche lingua ufficiale della nazione, utilizzata esclusivamente nelle cariche del governo nazionale e locale. Tutte le tracce della passata autonomia polacca furono rimosse e il regno fu diviso in dieci province, ognuna con un governatore militare russo e sotto il completo controllo del Governatore Generale a Varsavia. Tutti i precedenti funzionari di governo furono privati delle loro posizioni.

## Insorti famosi

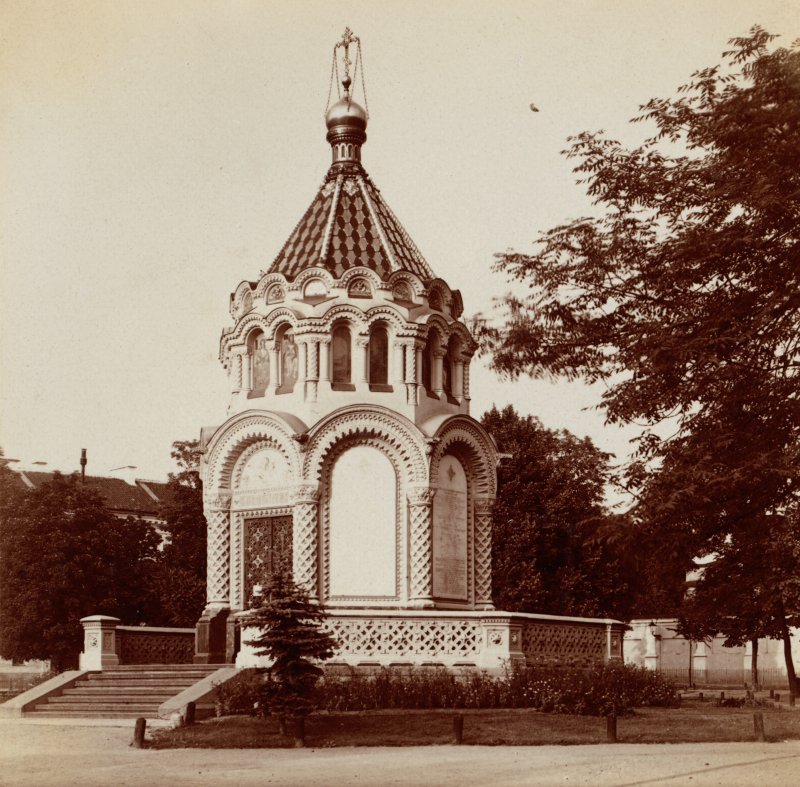
Cappella a Vilnius che commemora la soppressione della rivolta del 1863.

- Stanisław Brzóska (1832–1865) fu un prete polacco e comandante verso la fine dell'insurrezione.
- Władysław Niegolewski (1819–1885) fu un politico polacco liberale e membro del Parlamento, insorto nella rivolta della Grande Polonia del 1846, del 1848 e nella rivolta di gennaio; fu cofondatore nel 1861 della Società Economica Centrale (TCL) e nel 1880 della Società delle Biblioteche Popolari (CTG).
- Konstanty Kalinowski (1838–1864) fu uno dei capi delle rivolte in Lituania e Bielorussia e capo della rivolta di gennaio nelle terre dell'ex Granducato di Lituania.
- San Raphael Kalinowski, nato Józef Kalinowski in Lituania, si dimise da Capitano dell'Esercito Russo per divenire Ministro della Guerra per gli insorgenti polacchi. Fu arrestato e condannato a morte, ma la sentenza fu poi mutata in 10 anni di esilio in Siberia, incluso un viaggio terribile di nove mesi per giungervi.
- Aleksander Sochaczewski, pittore.

## La rivolta di gennaio in letteratura

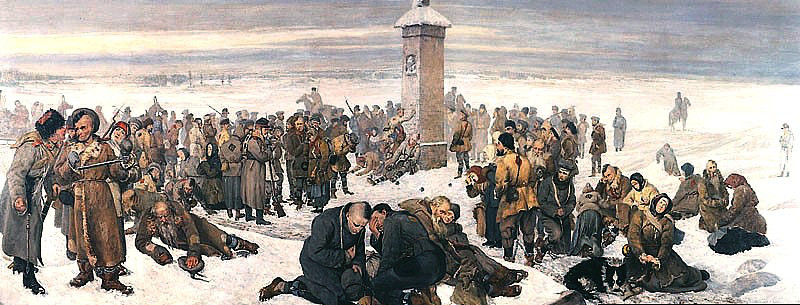
Addio all'Europa, di Aleksander Sochaczewski. L'artista stesso è tra gli esiliati, presso l'obelisco, sulla destra.

- Nel capitolo iniziale di Ventimila leghe sotto i mari di Jules Verne, il Capitano Nemo era un nobile polacco la cui famiglia era stata brutalmente assassinata dai russi durante la rivolta di gennaio del 1863. Dato che la Francia aveva recentemente siglato un'alleanza con la Russia imperiale, nella versione finale del romanzo l'editore di Verne, Pierre-Jules Hetzel, censurò la vicenda.
- Nel romanzo di Guy de Maupassant Pierre et Jean, il protagonista Pierre ha un amico, Marowsko, un vecchio chimico polacco di cui si dice che sia arrivato in Francia dopo gli eventi sanguinosi nella sua madrepatria. Questa storia potrebbe riferirsi alla rivolta di gennaio.
- Nel capitolo iniziale de Il giocatore di Dostoevskij, il protagonista, russo, irride alla solidarietà dei francesi alla causa polacca e al loro sdegno nei confronti della Russia.